# Võ Chí Công
Võ Chí Công (tên khai sinh là Võ Toàn; 7 tháng 8 năm 1912 – 8 tháng 9 năm 2011), bí danh Năm Công, là một nhà cách mạng, nhà chính trị và lý luận chính trị người Việt Nam. Từng giữ nhiều chức vụ quan trọng trong bộ máy nhà nước như chủ tịch Chủ tịch Hội đồng Nhà nước Cộng hòa xã hội chủ nghĩa Việt Nam giai đoạn 1987–1992, Phó Chủ tịch Hội đồng Bộ trưởng gian đoạn 1986–1987, Thường trực Ban Bí thư Ban Chấp hành Trung ương Đảng Cộng sản Việt Nam giai đoạn 1982–1986.
Trước đó ông từng là Bộ trưởng Bộ Nông nghiệp (1977–1979), Bộ trưởng Bộ Hải sản (1976–1977). Trong thời kỳ Chiến tranh Việt Nam, ông là Phó Bí thư Trung ương Cục miền Nam (1961–1975), Phó Chủ tịch Thường trực Mặt trận Dân tộc Giải phóng miền Nam Việt Nam (1962–1976), Chủ tịch Đảng Nhân dân Cách mạng Việt Nam (1962–1975).

## Thân thế
Ông tên thật là Võ Toàn, sinh ngày 7 tháng 8 năm 1912, tại làng Tam Mỹ, tổng Phú Quý, phủ Tam Kỳ, nay là thôn Khương Mỹ, xã Tam Xuân I, huyện Núi Thành, tỉnh Quảng Nam. Cha ông là cụ Võ Nghiệm, một nhà nho yêu nước, về sau cũng là một đảng viên Cộng sản trong chi bộ do con trai mình làm bí thư, được nhà nước Việt Nam truy tặng là Liệt sĩ. Mẹ ông là Nguyễn Thị Thân, về sau được nhà nước Việt Nam truy tặng danh hiệu Bà mẹ Việt Nam anh hùng.
Do sinh trưởng trong một gia đình nhà nho, từ nhỏ, ông được giáo dục về tinh thần dân tộc yêu nước và chịu ảnh hưởng của nhiều chí sĩ đất Quảng như Hoàng Diệu, Trần Quý Cáp, Phan Châu Trinh, Huỳnh Thúc Kháng,... và các phong trào đấu tranh chống thuế, đòi dân sinh, dân chủ của dân chúng vùng Nam Trung Kỳ.

## Hoạt động cách mạng
Từ năm 1930 đến 1934, ông tham gia hoạt động trong các phong trào thanh niên do những người Cộng sản tổ chức. Năm 1935, ông gia nhập Đảng Cộng sản Đông Dương và năm 1936, ông được cử làm Bí thư chi bộ ghép một số xã thuộc Huyện Tam Kỳ, trong đó có nhiều người thân trong gia tộc ông, kể cả cha ông là cụ Võ Nghiệm.
Bấy giờ, do tác động của chính phủ Mặt trận Bình dân (Pháp), nhiều đảng viên Cộng sản hoạt động công khai. Tuy nhiên, sau khi chính phủ Mặt trận Bình dân đổ, chính quyền thực dân Pháp đàn áp mạnh mẽ các phong trào dân chủ ở thuộc địa. Nhiều lãnh đạo Cộng sản bị bắt và cơ sở tan vỡ. Bản thân ông cũng bị truy lùng, phải giả làm người bán thuốc lá dạo vừa để lẩn trốn, vừa giữ gìn và xây dựng lại cơ sở. Đầu năm 1939, ông được cử làm Bí thư Huyện ủy Tam Kỳ.

### Lãnh đạo phong trào ở Trung Kỳ
Tháng 8 năm 1939, Bí thư Tỉnh ủy Quảng Nam là Nguyễn Đức Thiệu bị bắt cùng với nhiều cán bộ Tỉnh ủy. Tỉnh ủy Quảng Nam gần như ngưng hoạt động. Tháng 3 năm 1940, một Tỉnh ủy lâm thời Quảng Nam được thành lập và ông được bầu làm Bí thư. Tháng 10 năm 1940, ông Hồ Tỵ thay ông giữ chức Bí thư.
Tháng 10 năm 1941, ông được cử vào Xứ ủy Trung Kỳ vừa được tái lập, được phân công phụ trách các tỉnh từ Đà Nẵng đến Phú Yên. Đầu năm 1942, chính quyền thực dân Pháp khủng bố phong trào cách mạng các tỉnh miền Trung, nhiều cán bộ Xứ uỷ Trung kỳ và các tỉnh bị bắt, một số tạm chuyển vùng hoạt động để bắt liên lạc với cấp trên. Bản thân ông phải lánh vào các tỉnh cực nam Trung Bộ, sau đó tiếp tục lên Đà Lạt xây dựng cơ sở.
Tháng 6 năm 1942, Bí thư Tỉnh ủy Quảng Nam là Trương Hoàn bị bắt, bị chính quyền thực dân kết án 20 năm tù giam, đày lên Buôn Ma Thuột. Ông được điều về giữ chức Bí thư Tỉnh ủy Quảng Nam lần thứ 2. Tháng 8 năm 1942, Liên Tỉnh Thành ủy Quảng Nam – Hội An – Đà Nẵng được thành lập và sau Hội nghị 16 tháng 1 năm 1943 thì 3 đảng bộ hợp nhất thành Đảng bộ Quảng Nam. Ông được bầu làm Bí thư của Đảng bộ Quảng Nam mới.
Tháng 10 năm 1943, do sự phản bội của một tỉnh ủy viên tên Cao Tiến Khai, ông và một số cán bộ tỉnh ủy là Nguyễn Sắc Kim và Lê Bá bị chính quyền thực dân Pháp bắt giam. Ông bị kết án tù chung thân, sau đó giảm xuống 25 năm tù giam ở nhà lao Hội An, sau đó chuyển sang đi đày ở Buôn Ma Thuột, bị giam cấm cố (khám số 2) không cho giao tiếp với ai.

### Công tác ở Khu ủy Khu V
Ngày 9 tháng 3 năm 1945, Nhật đảo chính Pháp tại Đông Dương. Để mị dân, lôi kéo người Việt Nam ủng hộ sự cai trị của Nhật, quân đội Nhật đã cho thả nhiều tù chính trị, trong đó có cả Võ Toàn. Sau khi được trả tự do, ông về Quảng Nam, được phân công vào Ban Cứu quốc của Tỉnh bộ Việt Minh Quảng Nam, làm Trưởng ban khởi nghĩa, chuẩn bị cướp chính quyền.
Do nỗ lực của ông và các đồng chí, cũng như chủ động nhanh nhạy, khởi nghĩa giành chính quyền ở Quảng Nam, khởi đầu từ Hội An, diễn ra ngày 17 tháng 8 năm 1945. Quảng Nam trở thành một trong 4 tỉnh giành được chính quyền sớm nhất cả nước.
Sau khi Cách mạng tháng 8 thành công, ông được cử làm Trưởng ty Tư pháp tỉnh Quảng Nam – Đà Nẵng. Khi Pháp tái chiếm Đông Dương, ông được cử làm Chính trị viên Trung đoàn 93. Đầu năm 1946, ông làm Phó ban Tổ chức cán bộ và Thanh tra Quân khu V.
Năm 1951, ông làm Bí thư Ban cán sự Đông – Bắc Miên, Khu ủy viên Liên khu V. Tháng 3 năm 1952, ông được cử làm Bí thư Tỉnh ủy Quảng Nam – Đà Nẵng lần thứ 3. Ông giữ chức vụ này đến hết năm 1953. Đầu năm 1954, ông dẫn một đoàn cán bộ lãnh đạo Liên khu 5 ra Bắc học tập kinh nghiệm về cải cách ruộng đất, sau đó được phân công làm Đoàn ủy viên cải cách ruộng đất ở Việt Bắc. Ông được cho là một trong những người đã phát hiện và báo cáo với Trung ương về những sai lầm gây mất đoàn kết ở nông thôn, đồng thời chủ trương không thực hiện cải cách ruộng đất mà chỉ thực hiện giảm tô, hiến ruộng đất. Do động thái này mà Cải cách ruộng đất tạm thời chưa thực hiện triệt để.
Sau Hiệp định Genève năm 1954, ông được phân công trở lại Khu V, hoạt động bí mật thay vì tập kết ra Bắc, giữ chức Phó Bí thư Khu ủy. Năm 1960, ông ra Bắc và là một trong những người ủng hộ chủ trương chuyển hướng đấu tranh và tham gia xây dựng Nghị quyết 15. Tháng 9 năm 1960, tại Đại hội Đảng toàn quốc lần thứ III, ông được bầu làm Ủy viên Ban Chấp hành Trung ương Đảng, Bí thư Khu ủy Khu V.
Ngày 23 tháng 1 năm 1961, Trung ương Cục miền Nam đã được Ban Chấp hành Trung ương Đảng thành lập. Với bí danh Võ Chí Công, hoặc Năm Công, ông được phân công làm Phó bí thư Trung ương Cục. Sau khi Mặt trận Dân tộc Giải phóng miền Nam Việt Nam được thành lập, năm 1962, ông được bầu làm Phó Chủ tịch Ủy ban Trung ương, đại diện của đảng tại Mặt trận. Năm 1964, ông được bổ nhiệm làm Phó Bí thư Trung ương Cục miền Nam, phụ trách Bí thư Khu ủy Khu V, Chính ủy Quân khu V. Năm 1975, ông được cử làm Phó ban Đại diện Trung ương Đảng và Chính phủ ở miền Nam.

## Hoạt động trong chính phủ thống nhất
Từ ngày Việt Nam thống nhất, ông trúng cử đại biểu Quốc hội Việt Nam khóa VI, được cử giữ chức Phó Thủ tướng Việt Nam kiêm Bộ trưởng Bộ Hải sản mới được thành lập, sau khi sáp nhập 2 Tổng cục Thủy sản miền bắc và miền nam. Nhưng ông chỉ làm Bộ trưởng Bộ Hải sản trong vòng 5 tháng, thay thế ông là Nguyễn Quang Lâm.

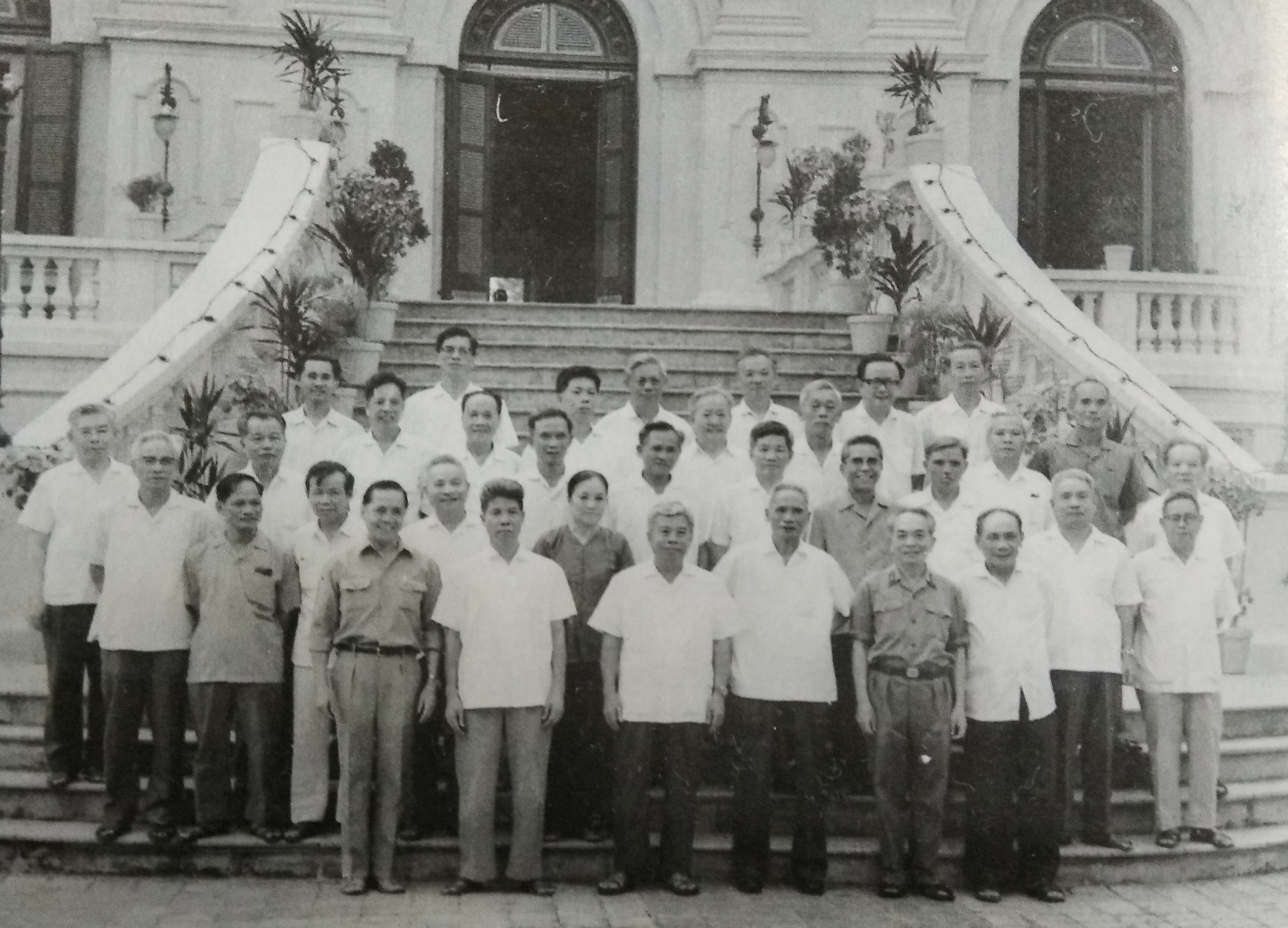
Thành viên Chính phủ nước Cộng Hòa Xã Hội Chủ Nghĩa Việt Nam năm 1976, Võ Chí Công đứng hàng đầu, đầu tiên từ phải sang

Đến tháng 12 năm 1976, tại Đại hội Đảng Cộng sản Việt Nam IV ông được bầu vào Ban Chấp hành Trung ương Đảng, được Ban Chấp hành Trung ương bầu vào Bộ Chính trị, giữ chức Phó Thủ tướng kiêm Bộ trưởng Bộ Nông nghiệp và Trưởng ban Cải tạo nông nghiệp miền Nam.
Từ tháng 4 năm 1981, trúng cử Đại biểu Quốc hội Việt Nam khóa VII, được cử làm Phó Chủ tịch Hội đồng Bộ trưởng. Tại Đại hội Đảng Cộng sản Việt Nam V (tháng 3 năm 1982) được bầu lại vào Ban Chấp hành Trung ương Đảng, được Ban Chấp hành bầu vào Bộ Chính trị, Bí thư Trung ương Đảng, được phân công làm Thường trực Ban Bí thư.
Từ tháng 6 năm 1986, ông được phân công giữ chức Phó Chủ tịch Hội đồng Bộ trưởng. Tại Đại hội Đảng toàn quốc lần thứ VI (12/1986), được bầu vào Ban Chấp hành Trung ương Đảng và được Ban Chấp hành Trung ương bầu vào Bộ Chính trị.

### Chủ tịch Hội đồng Nhà nước (1987–1992)

Võ Chí Công ký Hiến pháp năm 1992

Tại kỳ họp thứ nhất Quốc hội Khóa VIII (1987), ông được bầu làm Chủ tịch Hội đồng Nhà nước. Trong 5 năm đảm nhiệm cương vị người đứng đầu Nhà nước (1987–1992), ông đã có những đóng góp to lớn cho sự đổi mới hoạt động của Hội đồng Nhà nước và của Quốc hội trên nhiều lĩnh vực, đặc biệt là trong lĩnh vực lập hiến, lập pháp, hướng trọng tâm công tác của Quốc hội và Hội đồng Nhà nước vào việc thực hiện hai chức năng chủ yếu là lập pháp và giám sát.
Dưới sự chỉ đạo của ông, Hội đồng Nhà nước đã xem xét và công bố những đạo luật quan trọng mở đường cho sự phát triển kinh tế và hội nhập quốc tế của đất nước, như: Luật Đất đai, Luật Thuế xuất khẩu, Luật Đầu tư nước ngoài,... Đặc biệt, trên cương vị Chủ tịch Ủy ban sửa đổi Hiến pháp, ông đã cùng các đồng chí lãnh đạo Đảng, Nhà nước nắm bắt chính xác yêu cầu của sự nghiệp đổi mới, chỉ đạo kiên định bảo vệ những nguyên tắc và nội dung cơ bản của Hiến pháp năm 1980, sửa đổi những điều luật không còn phù hợp với đường lối đổi mới, góp phần xây dựng Hiến pháp năm 1992 – Hiến pháp của thời kỳ đổi mới, đưa đất nước ta bước vào kỷ nguyên hội nhập và phát triển.

### Cố vấn Ban Chấp hành Trung ương Đảng (1991–1997)
Tại Đại hội Đảng toàn quốc lần thứ VII tháng 6 năm 1991, ông được bầu làm Cố vấn Ban Chấp hành Trung ương Đảng. Tại Đại hội Đảng toàn quốc lần thứ VIII tháng 7 năm 1996, ông tiếp tục được bầu làm Cố vấn Ban Chấp hành Trung ương Đảng. Tháng 12 năm 1997, ông cùng với các ông Nguyễn Văn Linh, Phạm Văn Đồng xin thôi giữ chức vụ Cố vấn Ban Chấp hành Trung ương Đảng và nghỉ hưu theo chế độ.

## Qua đời và lễ tang

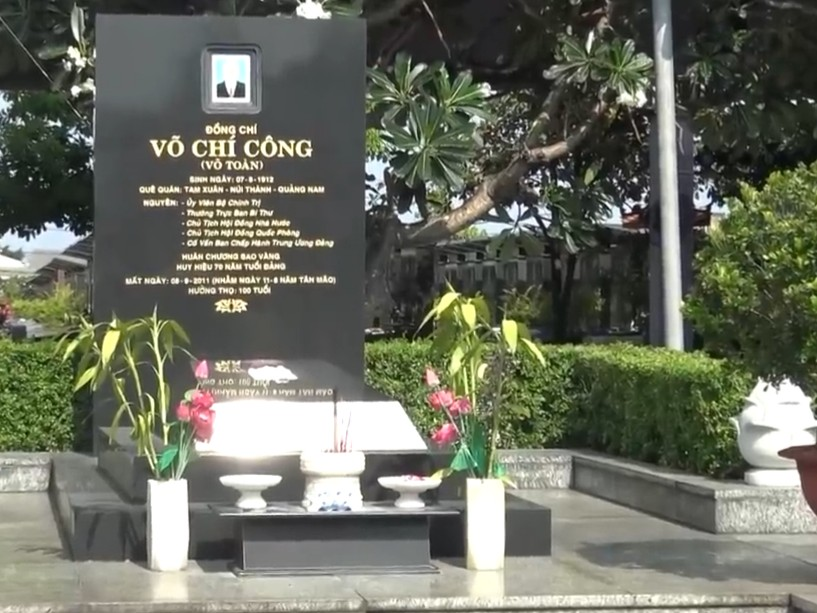
Phần mộ của Võ Chí Công tại Nghĩa trang Thành phố Hồ Chí Minh

Vào lúc 7 giờ 17 phút, ngày 8 tháng 9 năm 2011 (tức ngày 11 tháng 8 năm Tân Mão), Võ Chí Công được xác nhận là đã qua đời khi đang điều trị tại Bệnh viện Thống Nhất, Thành phố Hồ Chí Minh, chỉ sau khi lễ mừng thọ 100 tuổi mới khép lại được 1 tháng. Ông cũng ghi kỷ lục nguyên chủ tịch nước có thời gian sống lâu nhất từ đó tới nay.
Cùng ngày, Đài truyền hình Việt Nam đã đưa ra thông cáo về sự ra đi của ông, qua đó quyết định tổ chức tang lễ dành cho ông theo nghi thức Quốc tang trong 3 ngày (10, 11 và 12 tháng 9 năm 2011). Lễ viếng và lễ truy điệu được tổ chức đồng thời tại ba nơi, là Thủ đô Hà Nội, Hội trường Thống Nhất (nơi đặt linh cữu của ông) và trụ sở Tỉnh ủy Quảng Nam (quê hương ông). Lễ truy điệu tổ chức vào ngày 12 tháng 9 năm 2011, sau đó đến 7h15 cùng ngày, linh cữu của ông được đi an táng tại Nghĩa trang Thành phố Hồ Chí Minh. Lễ truy điệu và an táng được truyền hình trực tiếp trên kênh VTV1 và VTV9.

## Đời tư
Võ Chí Công kết hôn với Phan Thị Nể (1915–1969), quê tại xã Tam Hiệp, huyện Núi Thành. Bà cũng là một nhà cách mạng và được truy tặng Huân chương Độc lập hạng Nhì.

## Tác phẩm
- Võ Chí Công (2001). Trên những chặng đường cách mạng (Hồi ký). Hà Nội: Nhà xuất bản Chính trị quốc gia.

## Khen thưởng

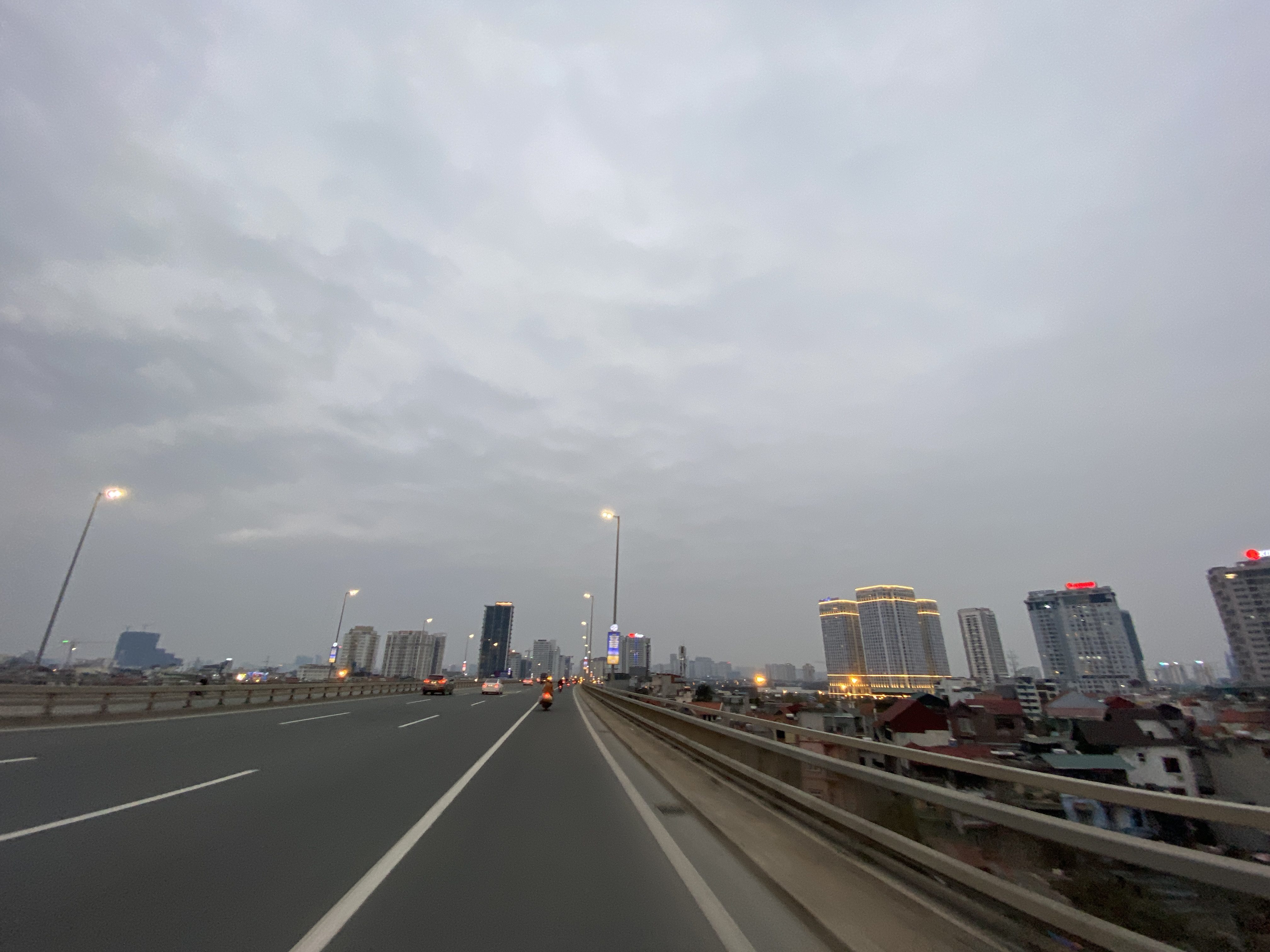
Cầu Nhật Tân – Đường Võ Chí Công, Hà Nội

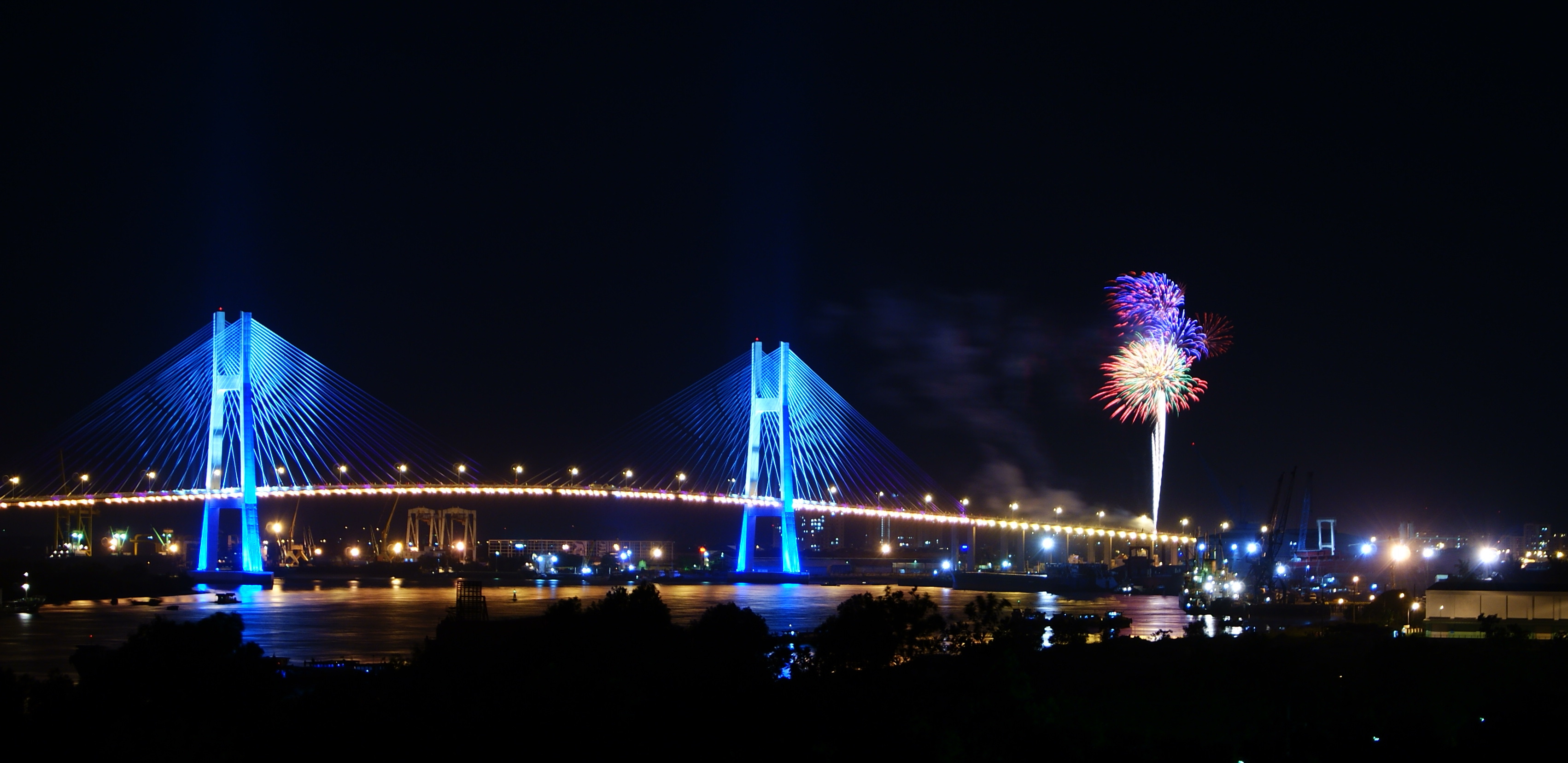
Cầu Phú Mỹ – Đường Võ Chí Công, Thành phố Hồ Chí Minh

- Với những đóng góp của mình, ông đã được Nhà nước Việt Nam trao tặng Huân chương Sao vàng. Năm 2010, ông được nhà nước Việt Nam trao tặng Huy Hiệu 70 năm tuổi Đảng. Ngày 6 tháng 8 năm 2011, Đảng, nhà nước Việt Nam đã tổ chức lễ mừng thọ 100 tuổi dành cho ông[10]. Một Nhà lưu niệm ông cũng đã được xây dựng tại thôn Khương Mỹ, xã Tam Xuân 1, huyện Núi Thành. Một tập sách mang tên "Võ Chí Công người con ưu tú của quê hương Quảng Nam – Đà Nẵng" cũng được xuất bản.
- Tên ông đặt cho đường phố ở Đà Nẵng (nối Nguyễn Hữu Thọ với Trần Đại Nghĩa). Hà Nội (nối từ cầu Nhật Tân đến đầu đường Hoàng Quốc Việt, đoạn vành đai 2). Ở Thành phố Hồ Chí Minh, tên ông đặt cho đường vành đai 2, đoạn từ Khu Công nghệ cao Thủ Đức đến cầu Phú Mỹ.
- Tại khu vực Quảng Nam – Đà Nẵng, quê hương ông, có một trường trung học phổ thông mang tên THPT Võ Chí Công nhưng ở huyện Tây Giang, trường còn lại ở quận Ngũ Hành Sơn.